# Leontýnský zámek
Leontýnský zámek (též Leontýn) stojí přibližně osm kilometrů jižně od Křivoklátu na místě původního dvora Obora. Je chráněn jako kulturní památka.

## Historie
Klasicistní zámeček nechal v roce 1820 vystavět Karel Egon z Fürstenbergu. Tehdy nesl název Obora. V letech 1865–1866 jej kníže Max Egon Fürstenberg nechal přestavět pro svoji manželku, kněžnu Leontýnu z Khevenhülleru, který provedl architekt J. Jirusch. Zároveň došlo k jeho přejmenování na Leontýnský zámek. Někdy v letech 1893 nebo 1894 bylo přistavěno patro a objekt J. B. Urbanem přestavěn v duchu anglické novogotiky. V roce 1929 zámek získal stát a umístil do něj ředitelství správy státních lesů Obora. Od roku 1950 zámeček krátkou dobu využívala škola pro vadu řeči v Praze a následně i pomocný technický prapor. Časté střídání majitelů mělo za důsledek zdevastování zámečku a okolí. V roce 1964 se dostal do vlastnictví národního výboru hlavního města Prahy, který provedl generální opravu a umístil do něj Ústav sociální péče pro mládež. Až do roku 1982 zde pracovaly řádové sestry boromejky.
Nedaleko zámku se nachází kaple svatého Václava vystavěná roku 1866, v níž se nachází obraz svatého Václava vytvořený malířem J. Kroupou.

## Dostupnost
Zámek se nachází v těsné blízkosti silnice II/236 od Roztok u Křivoklátu na Karlov. Místem také vede zeleně značená turistická trasa z rozcestí Dlouhý hřeben do Nového Jáchymova a začínají zde modře značená turistická trasa do Karlovy Vsi a červeně značená ke Karlovu.

## Galerie

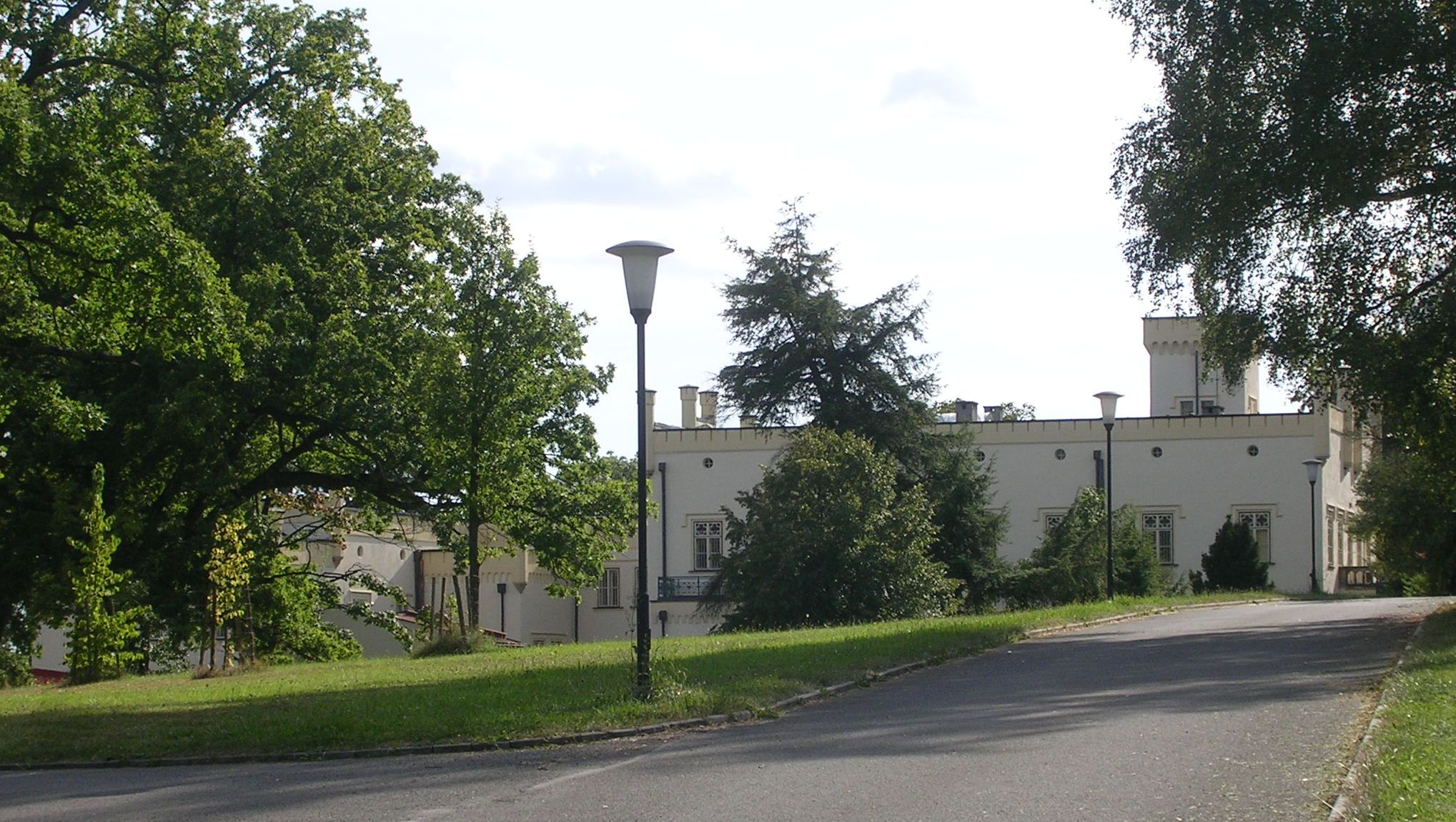
Pohled od vjezdu
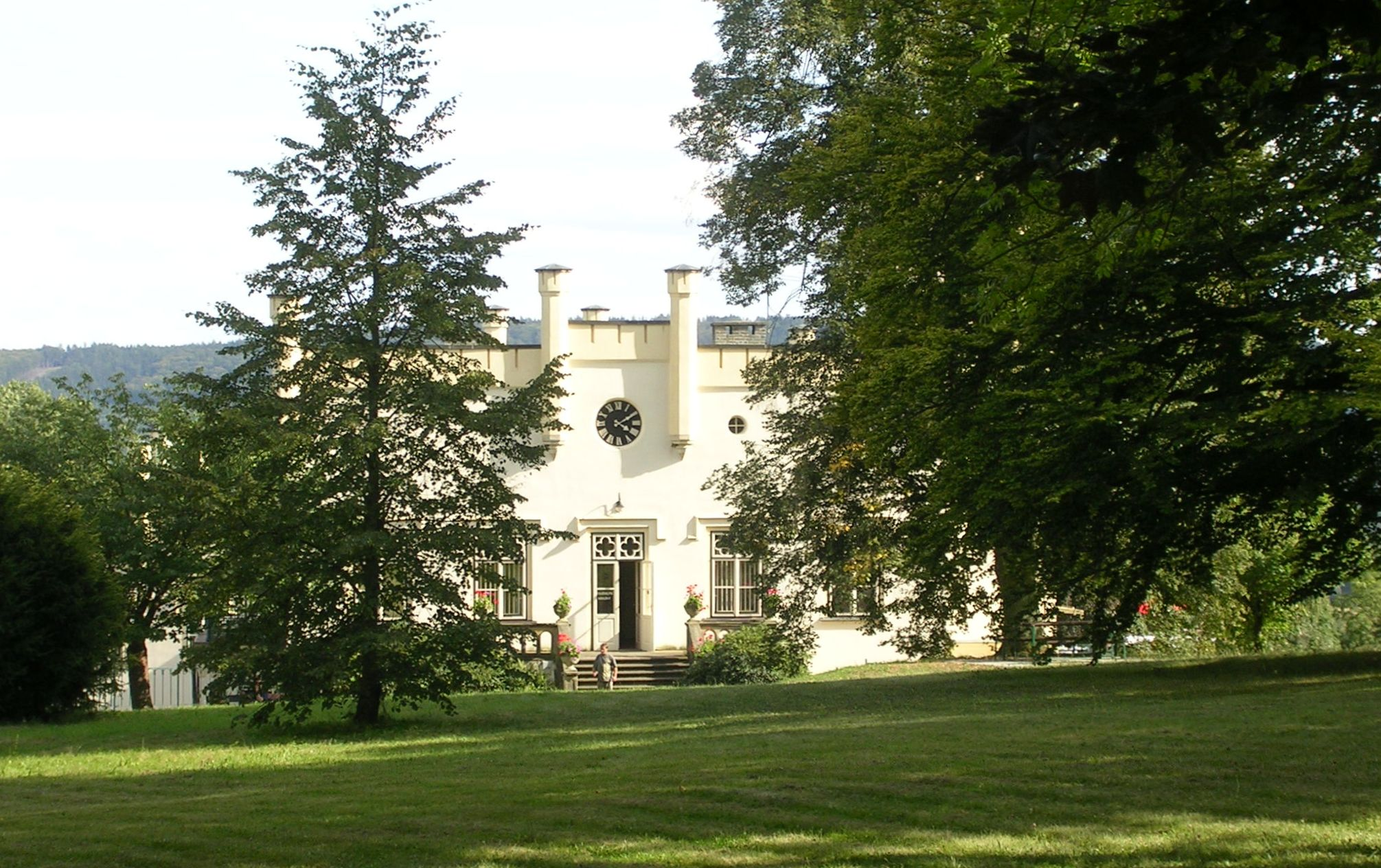
Pohled na zámek
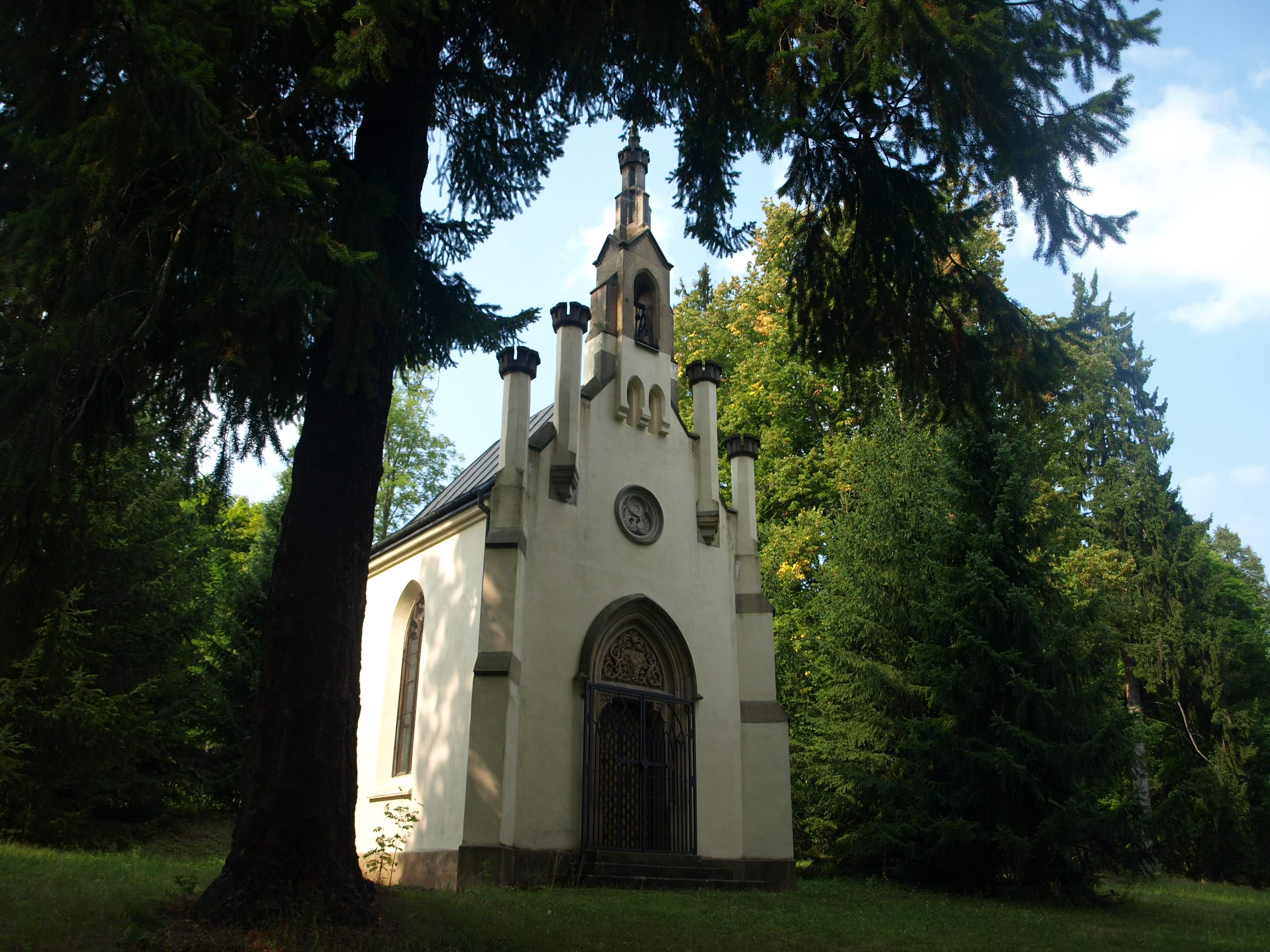
Kaple svatého Václava